# Hydaticus fabricii
Hydaticus fabricii är en skalbaggsart som först beskrevs av W. S. Macleay 1825.  Hydaticus fabricii ingår i släktet Hydaticus och familjen dykare.

## Underarter
Arten delas in i följande underarter:
- H. f. fabricii
- H. f. confusus
- H. f. loeffleri